# Niszczyciele eskortowe typu John C. Butler
Niszczyciele eskortowe typu John C. Butler – typ amerykańskich niszczycieli eskortowych z okresu II wojny światowej. Zbudowano łącznie 83 jednostki (z tego trzy już po zakończeniu wojny, dwa z nich jako okręty wczesnego ostrzegania), wszystkie służyły w US Navy. W 1957 roku dwa okręty zostały przekazane marynarce wojennej Portugalii.

## Historia
Niszczyciele typu John C. Butler były budowane w latach 1943–1944 w następujących stoczniach: Consolidated Shipbuilding w Orange, Boston Navy Yard w Bostonie, Brown Shipbuilding w Houston oraz Federal Shipbuilding w Newark.
Wobec zmniejszenia się zapotrzebowania na niszczyciele eskortowe w końcowym okresie II wojny światowej, większość zamówień została anulowana, spośród 293 zakontraktowanych jednostek nie rozpoczęto prac konstrukcyjnych na 206, budowa czterech kolejnych została wstrzymana po położeniu stępki. Do momentu zakończenia działań wojennych wcielono do służby 80 okrętów, później jeszcze jeden, zaś dwa następne ukończono w 1955 roku jako okręty wczesnego ostrzegania radarowego (ang.: Destroyer Escort Radar, DER).
Podczas wojny większość okrętów typu John C. Butler służyła na Pacyfiku, wchodząc w skład osłony lotniskowców eskortowych. Cztery z nich wzięły udział w bitwie koło wyspy Samar 25 października 1944 roku, gdzie walcząc w osłonie zespołu lotniskowców eskortowych zaatakowały torpedami atakujące okręty japońskie. Jeden z niszczycieli, USS „Samuel B. Roberts”, został zatopiony ogniem artyleryjskim przeciwnika.
Jeszcze dwa inne okręty typu John C. Butler zostały utracone w wyniku działań wojennych. Były to: USS „Shelton” i USS „Eversole”, zatopione odpowiednio 3 i 28 października 1944 roku przez japońskie okręty podwodne.
Po zakończeniu II wojny światowej niszczyciele eskortowe służyły jeszcze w US Navy do końca lat 60., kiedy większość z nich wycofano z linii i złomowano. W 1957 roku dwie jednostki przekazane zostały flocie portugalskiej, gdzie były używane do 1968 roku.

## Konstrukcja
Konstrukcja niszczycieli eskortowych typu John C. Butler była niemal identyczna z okrętami typu Rudderow. Główna różnica dotyczyła siłowni. Napęd stanowiły dwie turbiny parowe Westinghouse o łącznej mocy 12 000 shp, zaopatrywane w parę przez dwa kotły firmy Combustion Engineering. Turbiny napędzały za pośrednictwem przekładni dwie śruby. Układ ten nadawał okrętom prędkość maksymalną 24 węzłów, a zapas 347 ton paliwa pozwalało przepłynąć 4650 mil morskich przy prędkości ekonomicznej 12 węzłów.
Główne uzbrojenie artyleryjskie stanowiły dwa działa uniwersalne kalibru 127 mm, umieszczone w wieżach artyleryjskich na dziobie i rufie. Uzbrojenie przeciwlotnicze uzupełniały dwa podwójne (na części okrętów jedno poczwórne i jedno podwójne) działka Bofors kal. 40 mm oraz 12 działek Oerlikon kal. 20 mm. Niszczyciele posiadały potrójną wyrzutnię torpedową kal. 533 mm. Broń przeciw okrętom podwodnym stanowiły: miotacz bomb głębinowych Hedgehog, osiem miotaczy i dwie zrzutnie bomb głębinowych.
Sześć jednostek miało zmienioną konfigurację uzbrojenia, nie otrzymały one wyrzutni torpedowych, a uzbrojenie przeciwlotnicze zostało wzmocnione i składało się z jednego czterolufowego i trzech dwulufowych zestawów działek Bofors oraz dziesięciu działek Oerlikon. Na dwóch innych okrętach nie zainstalowano wyrzutni torpedowych, nie montując dodatkowych działek przeciwlotniczych.
Wyposażenie elektroniczne składało się z radaru wykrywania celów nawodnych typu SL, zastępowanego później przez nowocześniejszy typu SU, radaru kontroli przestrzeni powietrznej typu SA oraz sonaru do wykrywania celów podwodnych.
Okręty przebudowane po wojnie do wariantu DER miały zmienioną konfigurację nadbudówek, podwyższone burty na śródokręciu i nowe, trójnożne maszty z antenami radarów wykrywania obiektów nawodnych SPS-28, kontroli przestrzeni powietrznej SPS-8 i SPS-10, systemów walki elektronicznej i nawigacyjnych.